# Natta (Tanzania)
Natta è una circoscrizione mista (rural ward) della Tanzania situata nel distretto di Serengeti, regione del Mara. Conta una popolazione di 11 462 abitanti (censimento 2012).